# Pterolebias longipinnis
 Pterolebias longipinnis  és un peix de la família dels rivúlids i de l'ordre dels ciprinodontiformes.

## Morfologia
Els mascles poden assolir els 12 cm de longitud total.

## Distribució geogràfica
Es troba a Sud-amèrica: des del Brasil fins al nord de l'Argentina.